# Banda Phoenix
A Banda de Música Phoenix do Mestre Propício ou simplesmente Banda Phoenix de Pirenópolis é um tradicional conjunto musical brasileiro, fundado na cidade de Pirenópolis, Goiás, com uma história que remonta a 23 de julho de 1893, data de aniversário de seu fundador, o Coronel Joaquim Propício de Pina. Desde sua criação, a Banda tem desempenhado um papel fundamental na preservação e difusão da música na cidade e em toda a região. Através de seu trabalho, a Banda se tornou um símbolo da cultura local, atuando ao lado do Coro e Orquestra Nossa Senhora do Rosário, com os quais preserva o mais importante e antigo arquivo musical de Goiás. Este acervo contém obras que datam do século XIX até os dias atuais, refletindo os gostos musicais de cada época e funcionando como um elo entre o passado e o presente da música goiana.
A Banda Phoenix é uma entidade sem fins lucrativos e de utilidade pública, conforme reconhecido pela Lei Estadual nº 6.634, de 28 de junho de 1967, e pela Lei Municipal nº 12/71, de 3 de setembro de 1971. Além disso, a Banda faz parte da rede de Pontos de Cultura e integra o Conselho Municipal de Política Cultural, o que reforça seu compromisso com a promoção da cultura local e com a educação musical. Composta por músicos voluntários e amadores, a Banda está presente nos principais eventos cívicos, sociais, políticos e religiosos de Pirenópolis, como as cavalhadas, alvoradas e retretas, além de realizar apresentações em cidades vizinhas. Sua participação ativa em diversos eventos culturais também foi essencial para o reconhecimento da Festa do Divino como Patrimônio Cultural Imaterial pelo IPHAN em 2010.
Durante a pandemia de COVID-19, em 2020 e 2021, a Banda desempenhou um papel crucial na preservação das tradições locais, realizando apresentações com número reduzido de músicos e seguindo todas as normas de segurança. Mesmo com as restrições impostas pela pandemia, as celebrações religiosas e culturais continuaram a ser realizadas, sendo transmitidas pelas redes sociais da Paróquia Nossa Senhora do Rosário, permitindo que as tradições fossem mantidas e celebradas à distância. 
Após décadas de atuação em espaços provisórios, a Banda finalmente conquistou sua sede própria, no Casarão da Banda Phoenix, localizado na Avenida Neco Mendonça, 12, no Centro Histórico de Pirenópolis. O edifício, construído em 1914 pelo intendente José Ribeiro Forzani, originalmente abrigava o Mercado Municipal da cidade. Em 2018, o casarão passou por uma reforma realizada pela prefeitura, readequando-se para abrigar a sede da Banda e a escola de musica, e preservou suas características da arquitetura colonial goiana, com o uso de materiais como madeira, barro e pedra, típicos da época. Hoje, o Casarão da Banda Phoenix é não apenas a sede da Banda, mas também um importante patrimônio histórico e material de Pirenópolis, que mantém viva a memória cultural da cidade e da região.

## Histórico

### Contexto musical em Meia Ponte

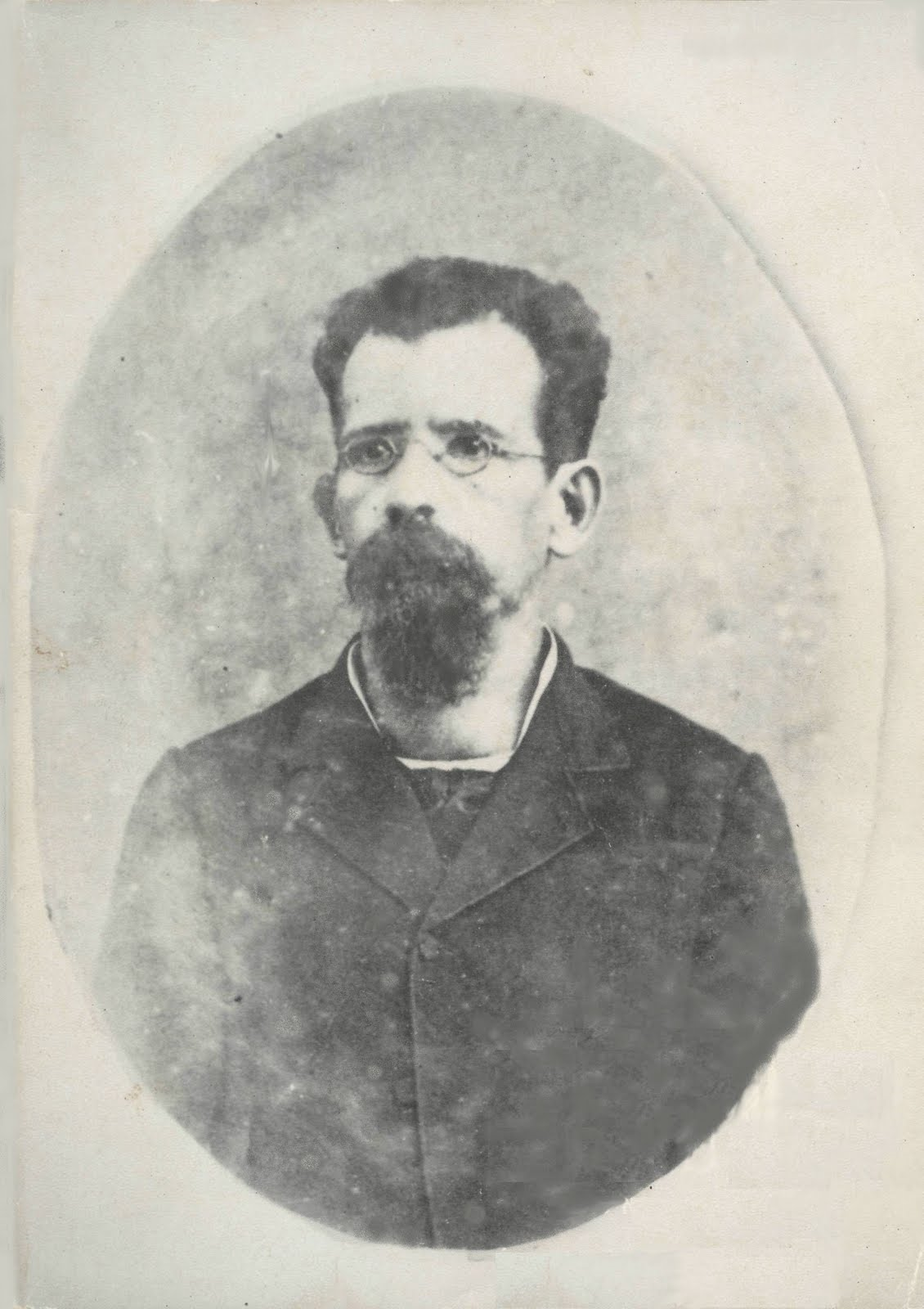
Antônio da Costa Nascimento, o Tonico do Padre, maior expressão musical da cidade.

O povoamento da Capitania de Goiás, impulsionado pela exploração do ouro no século XVIII, trouxe consigo não apenas os desbravadores colonizadores, mas também uma rica tradição musical familiar. Essa tradição, herdada através do capital cultural, foi transmitida de geração em geração, fomentando a produção musical nas primeiras localidades de povoamento do estado. Neste contexto, as atividades artísticas e culturais de Meia Ponte — atual Pirenópolis —, como em outras localidades do período colonial, estavam intimamente ligadas às manifestações religiosas, especialmente às promovidas pelas irmandades. A Irmandade do Santíssimo, em particular, desempenhou um papel central tanto no processo de povoamento quanto na evangelização, sendo essencial na construção das primeiras formas de expressão musical em Goiás.
Durante os séculos XVIII a XX, diversos nomes se destacaram na formação da produção musical pirenopolina. Entre eles, podemos citar o Pe. José Joaquim Pereira da Veiga (1772-1840), José Inácio de Nascimento (1787-1850), Pe. Francisco Inácio da Luz (1821-1879), Pe. Manuel Amâncio da Luz (1878), Comendador Joaquim Alves de Oliveira (1770-1851), Antônio da Costa Nascimento, conhecido como "Tonico do Padre" (1837-1903), Silvino Odorico de Siqueira (1856-1935), Antônio de Sá, pseudônimo Gaspar Hauser (1879-1905), Joaquim Propício de Pina (1867-1943) e Vasco da Gama de Siqueira (1883-1971). Esses nomes marcaram a história da música em Pirenópolis, com sua contribuição para a formação e estruturação das práticas musicais na cidade.
O início do ensino musical na região remonta a cerca de 1740, com a chegada dos primeiros portugueses ao Arraial de Meia Ponte. Entre os pioneiros, destaca-se Custódio Pereira da Veiga, músico e pai do Pe. José Joaquim Pereira da Veiga, que viveu em Pirenópolis até 1778. A família Rodrigues Nascimento também teve uma participação decisiva no desenvolvimento da música local, especialmente com a construção do coro da Igreja Matriz de Pirenópolis pela Irmandade do Santíssimo..
Enquanto as orquestras se dedicavam ao aparato litúrgico das celebrações religiosas, as bandas de música começaram a se popularizar com a chegada da  família imperial ao Brasil. Essas corporações musicais, em sua maioria, focavam nas celebrações para-litúrgicas e em eventos não litúrgicos. A partir da figura central do Comendador Joaquim Alves de Oliveira e do Pe. Diogo Antônio Feijó, nasceu em Pirenópolis a primeira banda de música: a Militar Banda de Música da Guarda Nacional, fundada em 1830 e que permaneceu ativa até 1851. Ao longo do tempo, outras corporações musicais surgiram, como a Banda Euterpe, criada em 1868 pelo Pe. Francisco Inácio da Luz e Antônio da Costa Nascimento; a Banda do Pe. Simeão, também conhecida como Banda da Babilônia, formada em 1873, regida por José Gomes Gerais e tendo por musicos os empregados, capatazes e vizinhos de outras fazendas vizinhas; e, por fim, a Banda Phoenix, fundada em 23 de julho de 1893. Esses marcos históricos revelam a importância da música no desenvolvimento cultural e social de Pirenópolis, uma cidade que se firmou como um polo cultural e musical no coração de Goiás.

### A Phoenix
Joaquim Propício de Pina, caçula de oito irmãos e nascido em 1867, perdeu seu pai aos 4 anos e foi criado pelos tios Braz de Pina, Theodoro e Theodolino Graciano de Pina, que faziam parte da segunda orquestra da Matriz de Meia Ponte, sob a regência do padre Francisco Inácio da Luz, irmão de Antônio da Costa Nascimento, o Tonico do Padre. Foi nesse ambiente musical que Propício ingressou na Banda Euterpe, onde teve de enfrentar a disciplina rígida e o temperamento forte de Tonico do Padre, estudando clarineta. Sua habilidade se destacou rapidamente, tornando-se o músico mais brilhante da Banda Euterpe. Passou a dar aulas particulares a jovens como Olavo Batista, Américo Borges de Carvalho, José Ribeiro Forzani e Olegário Herculano de Aquino, estudantes do Colégio Ateneu Meiapontense, que buscavam aperfeiçoar-se em música. As aulas, que começaram em janeiro de 1892, aconteciam à noite, na casa de Antônio Tomás de Aquino Correa.
Com a extinção da Banda do Padre Simeão, os alunos de Propício, agora em maior número, adquiriram novos instrumentos como clarineta, cornetim, trombone, bombardino, oficleide, bombo e pratos, e a abordagem das aulas passou de teórica para prática. No aniversário de 26 anos de Propício, em 23 de julho de 1893, os alunos prepararam uma apresentação surpresa, marcando o nascimento da Banda Phoenix, que assim como a Fênix, ressurgia das cinzas da antiga Banda da Fazenda Babilônia. Essa ação gerou grande ciúmes em Tonico do Padre, que passou a ver Propício como um ingrato. Em 1898, após um atentado a Tonico, a liderança da Banda Euterpe passou para Odorico de Siqueira. No ano seguinte, quando Tonico retornou, Propício já havia alcançado o cargo de Mestre de Capela do Coro da Matriz, a posição mais prestigiosa da cidade, responsável pelas celebrações da Irmandade do Santíssimo Sacramento, o que ampliou ainda mais sua influência como maestro da Banda Phoenix e do Coro e Orquestra Nossa Senhora do Rosário.
Tonico do Padre, mesmo em idade avançada, manteve sua influência junto à Irmandade do Santíssimo Sacramento e, em 1901, reassumiu o cargo de Mestre de Capela da Matriz. Em 1902, com a crescente rivalidade entre as Bandas, a Irmandade dividiu a música da Semana Santa: a Banda Euterpe ficou responsável pelas celebrações de quinta e sexta-feira santas, enquanto a Banda Phoenix ficou com o sábado e o domingo. Após a morte de Tonico do Padre, em 1903, sua viúva transferiu o comando da Banda Euterpe e todo o acervo musical para o major Silvino Odorico de Siqueira, iniciando uma nova fase na disputa entre as duas Bandas, que continuaram a refletir a divisão política local, até a extinção da Euterpe na década de 1930.
Durante esse período de rivalidade, a disputa se intensificava com o vazamento clandestino de partituras e a troca de músicos entre as bandas. Esses conflitos acabaram por elevar o nível musical de Pirenópolis, que se tornava cada vez mais refinado e disputado. 

### Pós Propício
Com a morte de Joaquim Propício de Pina, em 11 de agosto de 1943, a Banda Phoenix enfrentou novos desafios. A principal questão era quem assumiria a regência e qual seria o local para os ensaios, já que até então os encontros aconteciam na casa de Propício. Considerado braço direito de Propício e seu substituto em diversas ocasiões, Luiz de Aquino Alves, que havia aprendido a tocar a maioria dos instrumentos da Banda e era o afinador oficial, assumiu a liderança da Banda e do Coro e Orquestra Nossa Senhora do Rosário, transferindo logo em seguida a regência do coro a Sebastião Pompeu de Pina, o Tãozico Pompeo.

A Crise e a Reorganização
A política da industrialização de Getúlio Vargas e o empobrecimento da economia goiana afetaram diretamente Pirenópolis, que se viu cada vez mais isolada geograficamente e economicamente, com as expansões de cidade mais progressistas como Anápolis, Goianésia e Goiânia, levando muitos moradores da cidade a mudarem para estes centros, o que teve impacto negativo na Banda Phoenix. A falta de aulas regulares e o distanciamento da juventude local dificultaram a continuidade das atividades. Luiz de Aquino, ao se filiar ao PSD, entrou em uma guerra política local, o que culminou no enfraquecimento da Banda e na sua saída da direção, fazendo com que Sebastião Pompeu de Pina assumisse também a Banda, interinamente.
Em 1964, com a Banda Phoenix ameaçada de extinção, Pompeu Cristóvão de Pina assumiu a presidência da banda e, em conjunto com a sociedade musical local, decidiu reorganizar o grupo. Convenceram o idoso Vasco da Gama de Siqueira a assumir a direção musical, o que levou à criação da Escola de Música Mestre Propício, enquanto Tãozico continuo com a parte sacra. Durante esse período, a Banda adquiriu da família Siqueira o restante do arquivo da extinta Banda Euterpe, que estava em péssimas condições. Esse acervo, incluindo partituras e manuscritos, foi cuidadosamente restaurado, permitindo a recuperação de várias obras importantes, incluindo o repertório de Antônio da Costa Nascimento, o Tonico do Padre. Esse trabalho também possibilitou a conclusão de várias peças que estavam incompletas com a junção do aruqivo da Banda Phoenix e Euterpe.
A Nova Geração

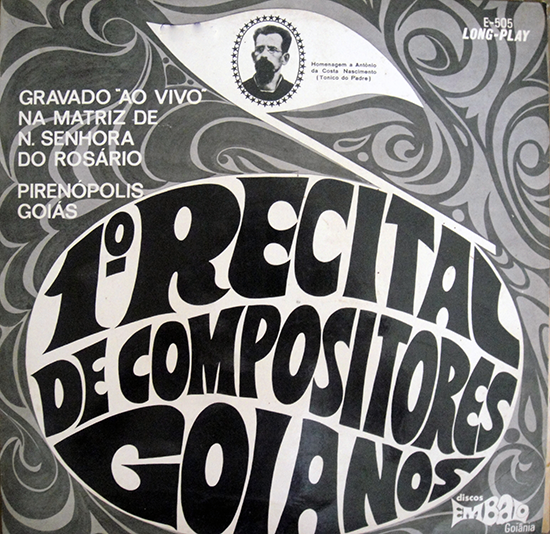
Capa do LP 1º Recital de Compositores Goianos

m 1968, o filho de Vasco da Gama, José Joaquim do Nascimento assumiu como maestro da Banda Phoenix e posteriormente, com auxílio de Braz de Pina Filho, a regência do Coro e Orquestra do Rosário com a morte de Tãozico. Maestro Nascimento, mais conhecido como Zé Guiomar - em homenagem a sua mãe Guiomar do Nascimento - a primeira professora negra na cidade - ministrava aulas de música aos interessados no período noturno, e ao lado Braz de Pina Filho, realizou grande pesquisa, levantamento das peças musicais do acervo e demais documentos do arquivo musical. Durante sua regência, a banda ganhou destaque, realizando o junto à Universidade Federal de Goiás o Primeiro Recital de Compositores Goianos na Igreja Matriz de Nossa Senhora do Rosário em 1970, que resultou em um LP e, posteriormente, em um CD. Nascimento foi fundamental na organização e conservação do acervo musical da banda, além de restaurar partituras e adaptar arranjos para instrumentos cujas partituras originais haviam se perdido. Em 24 de outubro 1972, a Banda Phoenix venceu em primeiro lugar um concurso musical no aniversário de Goiânia, destacando-se ainda mais no cenário musical. Na volta para Pirenópolis após o concurso, a Banda foi recebida com honras de heróis, em festa pública realizada pela prefeitura local durante três dias. Significativas e extensas foram as contribuições de Zé Guiomar a Banda Phoenix, entretanto, por forças maiores o maestro se despediu da Banda e de Pirenópolis ainda nos idos da década de 1980, mudou-se para Jaraguá onde passou a reger e reerguer a Corporação Musical Santa Cecília, a convite do prefeito daquela cidade.. 

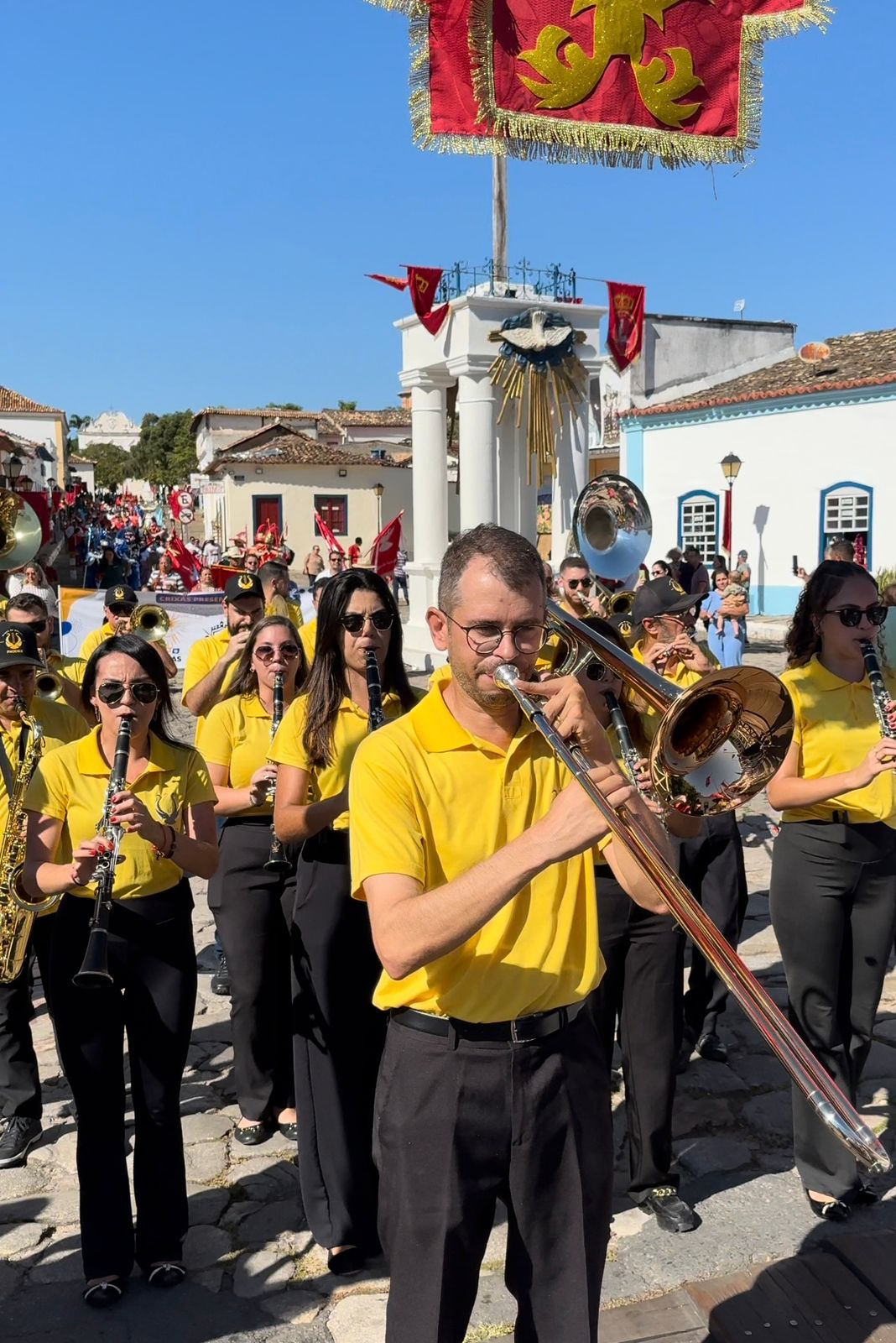
Maestro Aurélio frente a Banda Phoenix em cortejo pelas seculares ruas do Centro Histórico de Goiás, no VIII Encontro de Coroas do Divino Espírito Santo em 2024

Década de 1980 e a Superação de Mamede Silvério de Melo
Nos anos 1980, Mamede Silvério de Melo assumiu a direção da Banda Phoenix. Assim como Luiz de Aquino, ele enfrentou dificuldades devido à falta de apoio cultural e ao desinteresse da juventude local. Mesmo assim, Mamede se dedicou com grande empenho, mantendo viva a tradição musical da cidade, especialmente durante as festividades como a Semana Santa e a Festa do Divino. Seu trabalho foi reconhecido e, em 1992, ele foi convidado a fundar a Banda São José do Tocantins, em Niquelândia. Três anos depois, ele assumiu a Banda 13 de Maio, em Corumbá de Goiás, a mais antiga banda em funcionamento no estado. Em 2002 fundou a Banda Municipal 03 de julho em Cocalzinho de Goiás.
A Transformação de Alexandre Luiz Pompêo de Pina
Com a saída de Mamede, Alexandre Luiz Pompêo de Pina assumiu a regência da Banda Phoenix, coincidentemente durante um período de grandes transformações em Pirenópolis. A cidade foi reconhecida como patrimônio nacional pelo IPHAN, o que trouxe maior valorização turística, que já se projetava como a terceira fonte de arrecadação do município, sendo hoje a primeira, e a presença de políticos na cidade, a cidade foi colocava cada vez na mídia e a Banda Phoenix na rua, promovendo tocatas. Com muitos eventos na cidade, a Banda Phoenix era convidada a participar de quase todos, além de continuar a executar as músicas em suas funções tradicionais como Semana Santa, Festo do Divino, aniversário da cidade, dentre outra atividades do calendário festivo local.
A Regência de Aurélio Afonso
Desde 2010, a Banda Phoenix é regida por Aurélio Afonso da Silva, um dos mais jovens maestros a comandar o grupo. Aurélio, que iniciou sua trajetória musical na Banda Phoenix aos 14 anos, acumulou experiência ao se alistar na Banda da Base Aérea de Anápolis, onde aperfeiçoou suas habilidades como regente. Enfrentando desafios como a falta de recursos e o falecimento de seu grande incentivador, Pompeu Cristovam de Pina em 2014, Aurélio, ao lado de Eudes Pina Forzani - sucessor de Pompeu-, tem dado continuidade ao trabalho de capacitação de novos talentos para a Banda, com foco na preservação e evolução da Escola de Música da Banda Phoenix.

### A Banda atualmente
Como símbolo cultural da cidade a Banda de Música Phoenix segue desempenhando um papel central na preservação e difusão da música na cidade. Desde 2019, a Banda aumentou significativamente sua presença em eventos locais, regionais e estaduais, participando de 68 eventos em 2023 e com a previsão de 73 apresentações em 2024. Essa intensa atividade reafirma o compromisso da Banda com a promoção da cultura e da educação musical.
Seus músicos, voluntários e amadores, participam de celebrações tradicionais, como as Cavalhadas, a Semana Santa, a Festa do Divino e a Festa do Rosário. Além disso, a Banda marca presença em eventos cívicos, como os atos comemorativos de 7 de setembro e do aniversário de Pirenópolis, e em festivais culturais, como o Encontro de Coroas do Divino Espírito Santo e o Festival de Bandas de Pirenópolis.
Durante a pandemia de COVID-19, a Banda enfrentou desafios significativos, mas conseguiu manter as tradições locais vivas por meio de apresentações reduzidas e transmissões digitais. Apesar das restrições, eventos como a Semana Santa e a Festa do Divino foram adaptados para ocorrer sem público presencial.
A Banda Phoenix, atualmente sediada no histórico Casarão da Banda Phoenix, na Avenida Neco Mendonça, preserva um extenso e valioso acervo musical, composto por partituras que datam do século XIX. O espaço abriga também a escola de música, que forma novos talentos e garante a continuidade do legado musical da cidade. Sob a regência de Aurélio Afonso da Silva desde 2010, a Banda continua a expandir sua relevância cultural, promovendo apresentações gratuitas e descentralizando o acesso à música.
A tabela a seguir detalha os principais eventos realizados pela Banda Phoenix ao longo do ano, bem como a participação nos eventos cívicos, políticos e em festivais e eventos sociais, descentralizando o acesso à cultura e promovendo apresentações gratuitas em diversos locais da cidade:
| Nº | Mês            | Evento                     | Participações fixas                     | Repertório                  | Destaques |
| -- | -------------- | -------------------------- | --------------------------------------- | --------------------------- | --- |
| 01 | Março/Abril    | Semana Santa               | Domingo de Ramos: Procissão de Ramos    | Marchas Festivas e Dobrados | Dobrado Mauro Borges de Vasco da Gama. Dobrado Lageado, Dobrado Dr. Laudelino Gomes, Dobrado Quaresma, ambos anônimos.                          |
| 02 | Março/Abril    | Semana Santa               | Sexta-feira Santa: Procissão do Enterro | Marcha fúnebre              | Pela tradição inicia-se pela Nº 05 e Nº 06 ambas anônimas. Marcha Fúnebre Benedito Nominato, Marcha Fúnebre Modéstia, de João Tocantins.        |
| 03 | Março/Abril    | Páscoa                     | Domingo de Páscoa: Saída da Coroa       | variado                     | Hino do Divino da Folia, anônimo. |
| 04 | Março/Abril    | Páscoa                     | Domingo de Páscoa: Queima do Judas      | variado                     | Músicas de compositores locais |
| 05 | Março/Abril    | Páscoa                     | Domingo de Páscoa: Chegada da Coroa     | variado                     | Hino do Divino da Folia de Antônio da Costa Nascimento.                                                                                         |
| 06 | Maio/Junho     | Festa do Divino            | 1 ª alvorada                            | variado                     | musicas de compositores locais: Baião Tocantins, de Luiz de Aquino Alves. Passarinho no relógio, Maria Gasolina, Solo de Baixo, ambos anônimos. |
| 07 | Maio/Junho     | Festa do Divino            | 1 ª retreta                             | variado                     | Músicas de compositores locais |
| 08 | Maio/Junho     | Festa do Divino            | 2 ª Alvorada                            | variado                     | Músicas de compositores locais |
| 09 | Maio/Junho     | Festa do Divino            | 2 ª retreta                             | variado                     | Músicas de compositores locais |
| 10 | Maio/Junho     | Festa do Divino            | Procissão da Bandeira                   | Marchas Festivas e Dobrados | Dobrado Capitão Portela, Luiz de Tullis, Dobrado Mama Mia, Dobrado Gratidão, anônimo.                                                           |
| 11 | Maio/Junho     | Festa do Divino            | Levantamento do mastro e pós mastro     | Dobrado                     | Dobrado Espírito Santo, de Antônio Augusto Silva.                                                                                               |
| 12 | Maio/Junho     | Festa do Divino            | 3 ª Alvorada                            | variado                     | Músicas de compositores locais |
| 13 | Maio/Junho     | Festa do Divino            | Cortejo Imperial: ida e volta           | Marchas Festivas e Dobrados | Músicas de compositores locais. |
| 14 | Maio/Junho     | Festa do Divino            | Cavalhadas                              | Quadrilhas, galopes         | Quadrilhas: Flor da Noite, Noiva Encantada, os três socegados.                                                                                  |
| 15 | Maio/Junho     | Festa do Divino            | Entrega da Coroa                        | Marchas Festivas e Dobrados | Músicas de compositores locais. |
| 16 | 07 de setembro | Independência do Brasil    | Ato cívico                              | Marchas Festivas e Dobrados | Os voluntários em Marcha, anônimo. |
| 17 | 07 de outubro  | Aniversário de Pirenópolis | Ato cívico                              | Marchas Festivas e Dobrados | Músicas de compositores locais. |
| 18 | 07 de outubro  | Festa do Rosário           | Procissão da Padroeira                  | Marchas Festivas e Dobrados | Músicas de compositores locais. |
| 19 | 07 de outubro  | Festa do Rosário           | Levantamento do mastro e pós mastro     | Dobrado                     | Dobrado Espírito Santo, de Antônio Augusto Silva.                                                                                               |
| 20 | Dezembro       | Fim de Ano                 | Recital de Fim de Ano                   | variado                     | Músicas de compositores locais. |

## Sede
As sedes por onde a Banda Phoenix passou são testemunhos vivos da história, cultura e arquitetura de Pirenópolis, refletindo a riqueza de sua herança ao longo dos séculos. Cada uma das casas que abrigou a banda desempenhou um papel significativo, não apenas no desenvolvimento da música local, mas também na preservação de tradições e no fortalecimento de laços comunitários. Esses edifícios, marcados pela arquitetura colonial e pela influência de diferentes estilos e épocas, carregam em suas paredes histórias de transformações e resiliência.
Desde os primeiros ensaios na casa de Antônio Tomás de Aquino Correa, onde os jovens músicos deram os primeiros passos sob a orientação do mestre Joaquim Propício de Pina, até a majestosa mansão onde o maestro viveu por décadas, as sedes refletiam a conexão da Banda com a cidade. Locais como a antiga residência do maestro Luiz de Aquino Alves e o atual prédio que serve como sede oficial desde 2016 são exemplos claros de como a arquitetura e a música caminham lado a lado na preservação da memória cultural.

### Casa de Antônio Tomás de Aquino Correa: O Berço da Banda Phoenix
A primeira sede foi a casa de Antônio Tomás de Aquino Correa, construída em 1852, é um dos edifícios mais emblemáticos de Pirenópolis, carregando um legado histórico que entrelaça cultura, ciência e música. Originalmente erguida pelo Coronel Antônio Tomás de Aquino Correa, a residência desempenhou papel crucial na formação da Banda Phoenix, sendo o local onde, em 1892, os primeiros ensaios ocorreram sob a orientação de Joaquim Propício de Pina. Foi nesse espaço que jovens músicos deram os primeiros passos para a criação de uma das corporações musicais mais importantes do estado de Goiás, tornando a casa um marco inicial de um movimento cultural que se perpetuaria por gerações.
Além de seu papel como berço da Banda Phoenix, a casa está diretamente conectada a um momento histórico de grande relevância nacional. Entre 1892 e 1894, o edifício serviu como base para a Missão Cruls, a Comissão Exploradora do Planalto Central do Brasil, liderada pelo astrônomo belga Luiz Cruls. Essa comissão foi responsável pela delimitação dos limites do Distrito Federal e pela escolha do local para a construção de Brasília, sendo um marco tanto para a ciência quanto para a política brasileira. Assim, a residência se tornou um espaço multifacetado, unindo em sua trajetória a música, a ciência e a história.

### Casa de Joaquim Propício de Pina: O Refúgio do Maestro

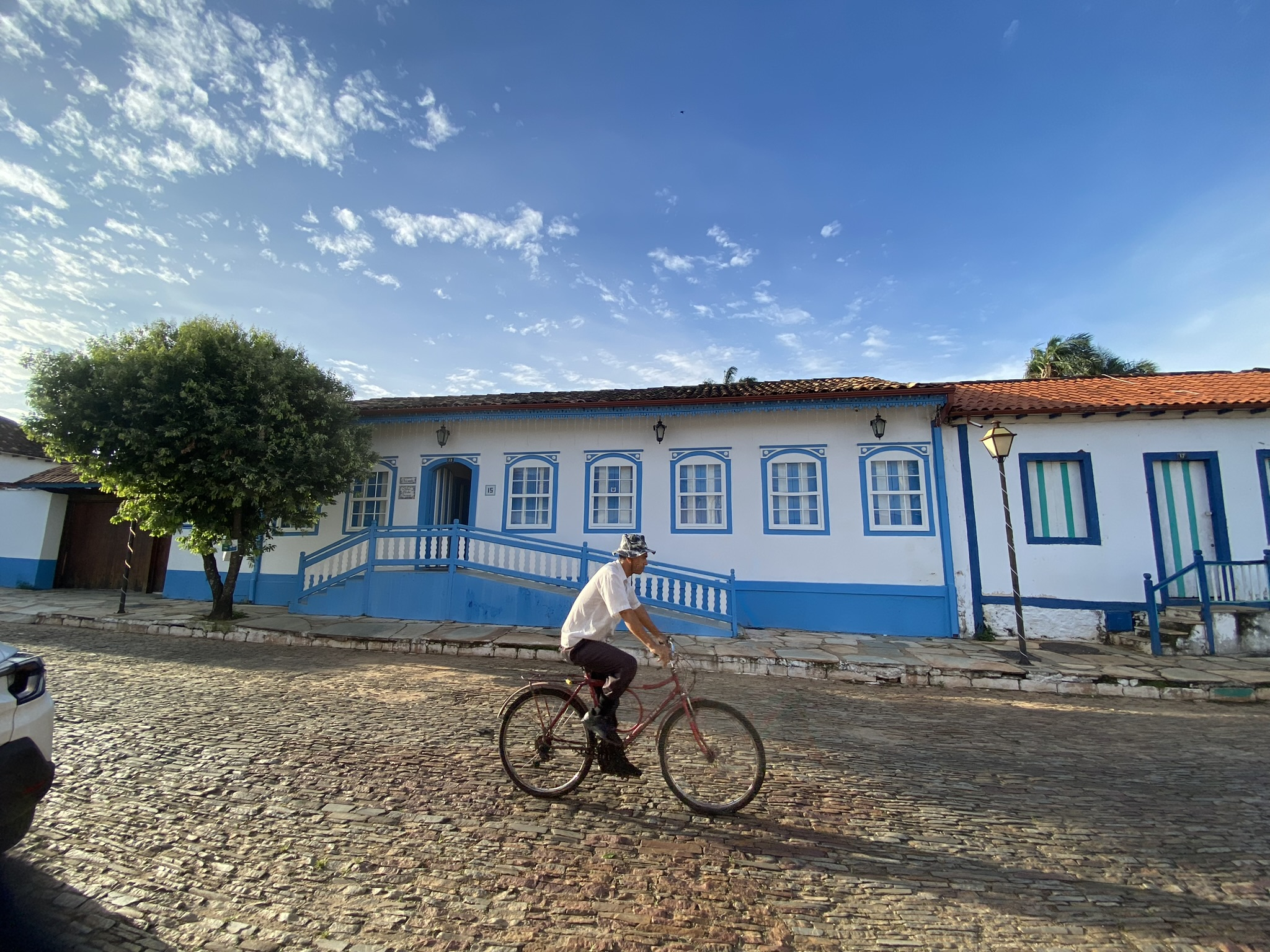
Fachada atual (2025) da residência do Maestro Joaquim Propício de Pina.

A Casa de Joaquim Propício de Pina, situada na Rua Nova - antiga Rua Mestre Propício, é um dos marcos mais representativos da história cultural de Pirenópolis. Construída antes de 1857 e adquirida por Propício em 1900, a casa passou por significativas reformas realizadas pelo maestro, que ampliou sua estrutura original, adicionando um terceiro lanço ao lado poente. A residência não era apenas um lar, mas também um espaço de aprendizado e prática musical. Durante as quatro décadas em que viveu na casa, Joaquim Propício de Pina transformou o local em um centro de formação de músicos, consolidando a Banda Phoenix como uma referência cultural e artística no estado de Goiás.
Após sua morte em 1943, o imóvel foi inventariado e dividido entre seus herdeiros, mas manteve sua conexão com a música. Durante as décadas de 1960 e 1970, a casa foi novamente utilizada como sede da Banda Phoenix, reforçando seu papel como ponto central da história musical de Pirenópolis. Atualmente, o local abriga o Solar Mestre Propício.

### Casa de Luiz de Aquino Alves: O Lar de Outro Grande Maestro
Após a morte de Propício, a Casa de Luiz de Aquino Alves passou a ser a sede. A casa que remonta a 1844 é uma das construções mais notáveis de Pirenópolis. Situada na Rua Direita, em um terreno com longa história, a casa foi adquirida pelo maestro Luiz de Aquino Alves no início do século XX. A residência, com sua arquitetura colonial típica, foi adaptada pelo maestro para servir como espaço de criação musical e formação de músicos, tornando-se um ponto de encontro para artistas da região.
Durante décadas, Luiz de Aquino Alves utilizou a casa para compor e organizar ensaios, além de receber músicos e admiradores da arte. Após sua morte em 8 de fevereiro de 1977, a casa continuou sendo um marco da história cultural local.

### Museu da Família Pompeu: A sede mais longeva

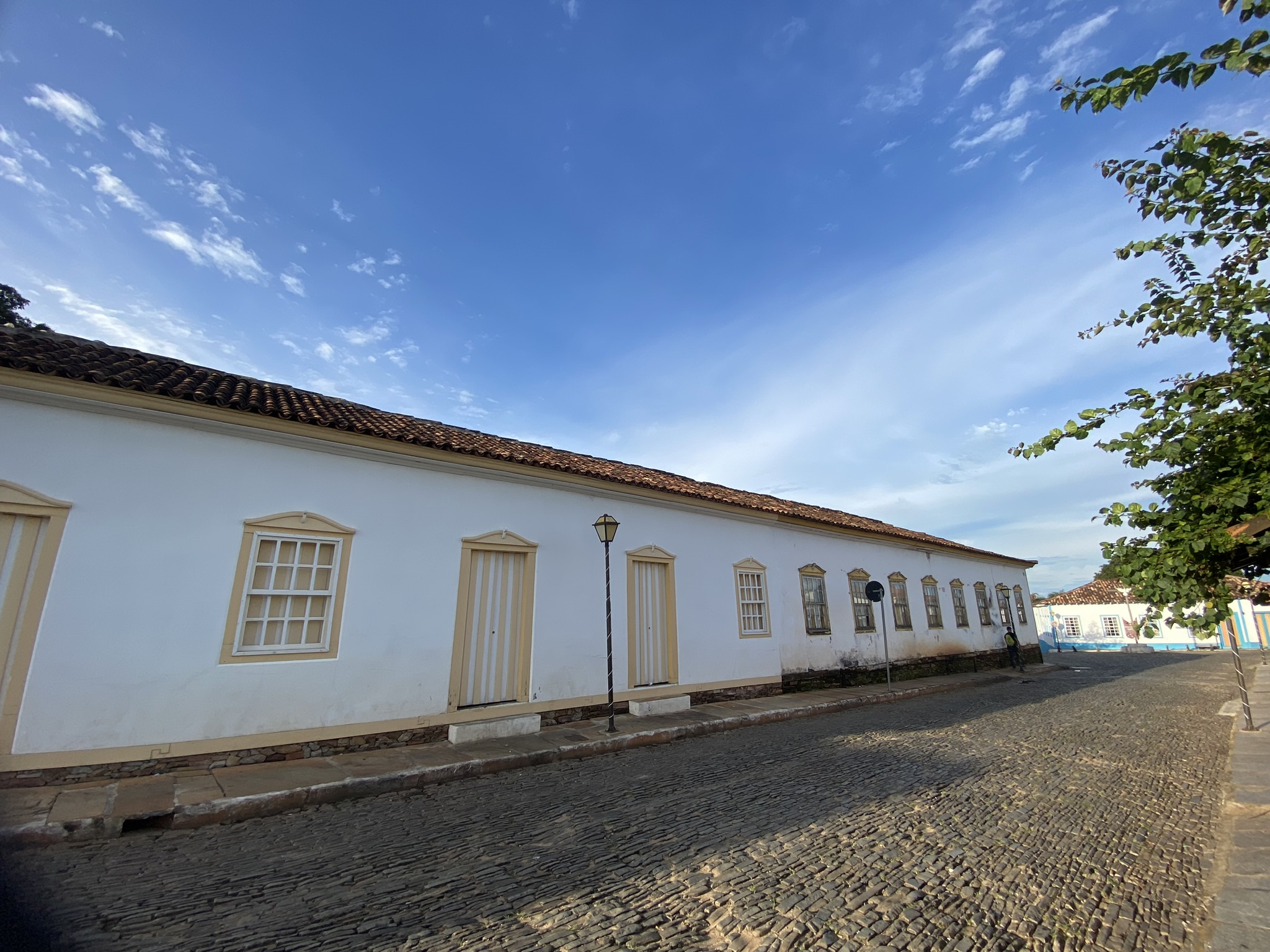
Fachada atual (2025) do Museu da Família Pompeu, por décadas, sede da Banda

Outro marco significativo na história da Banda Phoenix foi o período em que esteve sediada no edifício que atualmente abriga o Museu da Família Pompeu, no Largo da Cruz na Rua Nova. Construído no final do século XVIII como residência do Comendador Joaquim Alves de Oliveira, o prédio desempenhou um papel central na dinâmica social, econômica e política de Pirenópolis. Originalmente, o casarão possuía 14 lanços amplos, refletindo a opulência e a relevância do comendador na sociedade da época. Além de moradia, o local abrigou a primeira biblioteca pública do estado, foi sede da Matutina Meiapontense e funcionava como um estabelecimento comercial administrado por João Caetano Pimentel, sendo também palco de importantes decisões políticas e recepções de viajantes ilustres.
No início do século XX, devido a dificuldades econômicas, o prédio foi parcialmente demolido, reduzindo-se a metade de sua estrutura original. Entre 1911 e 1926, serviu como sede do Colégio da Imaculada Conceição, reafirmando sua importância como espaço educacional e cultural. Posteriormente, o casarão passou por diversas transformações, tornando-se um ponto de referência para o desenvolvimento da cidade.
Entre a década de 1970 até 2014, o edifício foi cedido à Banda Phoenix, que utilizou suas instalações para ensaios e eventos, reforçando sua conexão com o patrimônio histórico e cultural de Pirenópolis. Atualmente, como Museu da Família Pompeu, o local preserva um acervo que inclui móveis de época, documentos históricos e objetos do cotidiano, oferecendo aos visitantes um vislumbre da vida cotidiana e da história de uma das famílias mais influentes da região.
Arquitetonicamente, o edifício ainda conserva elementos coloniais e do estilo neoclássico, adaptados aos materiais e condições locais. O museu é hoje um importante ponto turístico e cultural, conectando a história da Banda Phoenix à rica tradição de Pirenópolis, fortalecendo sua posição como um dos pilares da memória coletiva da cidade.

### Casarão da Banda Phoenix: Um Patrimônio Revitalizado
Com a morte de Pompeu em 2014, a Banda se viu desalojada, e migrou-se para um espaço cedido pela prefeitura, nas proximidades do atual Colégio da Polícia Militar Comendador Crhistovam de Oliveira. Através da Lei Ordinária Nº 785/2015, de 17 de dezembro de 2015, a banda passou a ter sede própria, no antigo prédio do Mercado Municipal, construído em 1914 pelo intendente José Ribeiro Forzani, na Avenida Neco Mendonça, 12, no Centro Histórico de Pirenópolis, reformado em 2018 pelo município, ano em que a Banda ocupou o espaço .

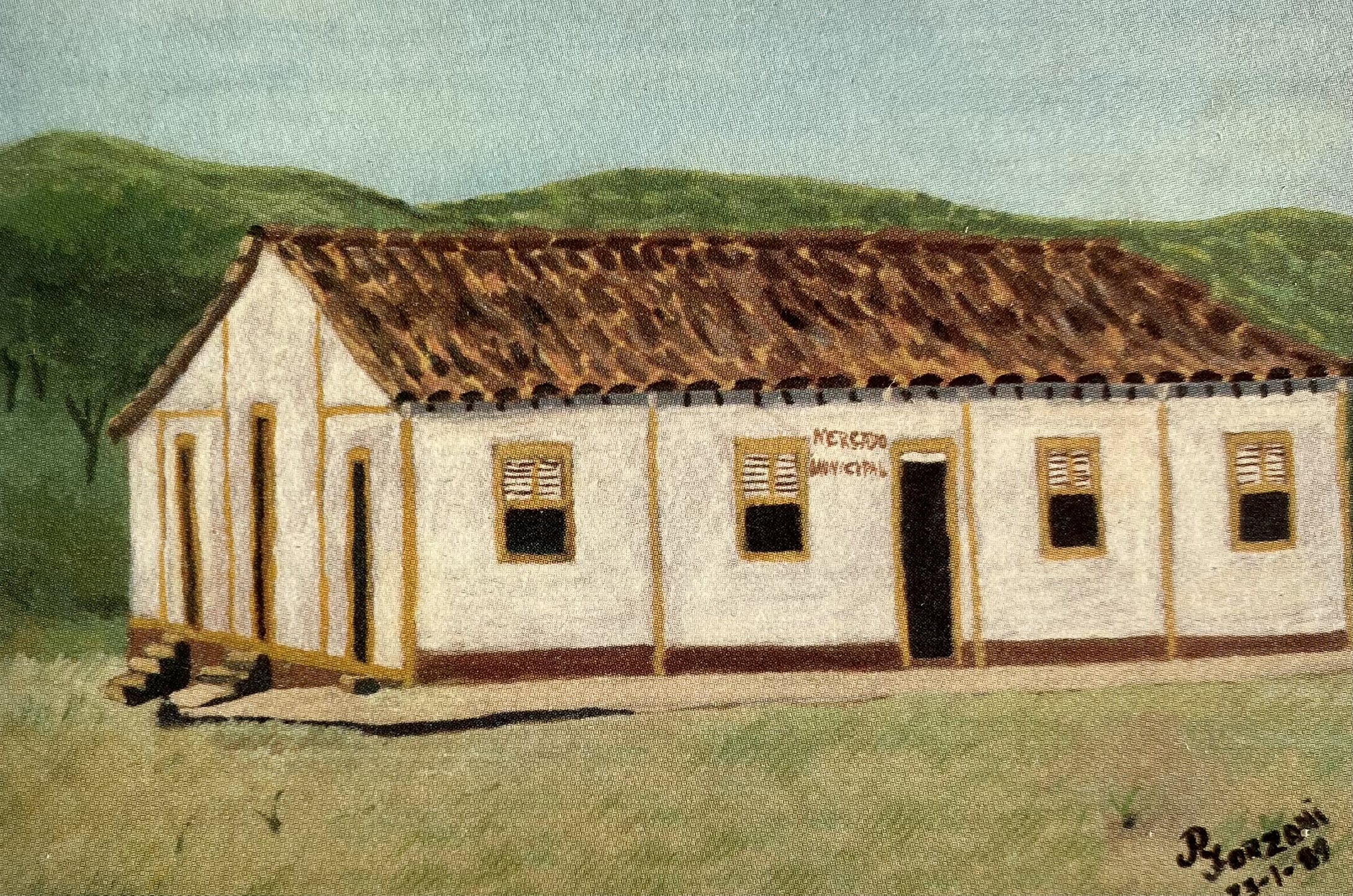
Vista do antigo mercado de Pirenópolis, atual sede da Banda Phoenix por Pérsio Forzani, 1989.

Atualmente, a sede da Banda Phoenix apresenta características típicas da arquitetura colonial goiana, empregando materiais locais como madeira, barro e pedra. O prédio foi construído no antigo Largo do Teatro São Manoel, onde existiu o primeiro teatro da cidade, edificado em 1860 pelo Comendador Manoel Barbo de Siqueira e demolido em 1890. O edifício foi erguido na administração de José Ribeiro Forzani (Zeco Totó), então Intendente Municipal entre 1911 a 1914, para abrigar o Mercado Municipal.
A madeira utilizada na construção do prédio é de espécies nativas do cerrado, como o cedro e a aroeira, selecionadas por sua resistência e durabilidade, sob a criteriosa direção do carpinteiro Manuel Antonio de Peixoto. O barro é um elemento construtivo importante e foi utilizado na construção de paredes, rebocos e pisos, sendo moldado em tijolos ou adobe. Para dar maior consistência à estrutura, o barro foi misturado com palha ou capim seco. As paredes foram caiadas e pintadas com cores claras de branco e amarelo, que foram reforçadas na reforma de 2021 por serem as cores da Banda Phoenix. A pedra, outro material utilizado no prédio, é proveniente das pedreiras próximas à cidade e foi utilizada em sua forma natural ou lapidada, mas em menor quantidade, principalmente como piso, inserida na administração do então prefeito Mario Mendes em 1936, época em que remodelou o prédio.
Com a extinção do Mercado Municipal, o edifício teve vários outros usos, como local de ensaio da Banda Phoenix, até ser ocupado por diversas secretarias, incluindo a de promoção social, que instalou no local o PETI (Programa de Erradicação do Trabalho Infantil) no início dos anos 2000, vindo a cessar na década seguinte. Novamente abandonado, em 2016 foi doado à Banda Phoenix para ser a sede da corporação, tornando-se um importante patrimônio histórico e cultural, tanto material quanto imaterial.

## Arquivo
O arquivo musical da banda Phoenix, preservado em conjunto com o do Coro e Orquestra Nossa Senhora do Rosário, constitui-se do mais importante e antigo arquivo musical de Goiás, que contém obras que vão do século XIX até a atualidade  . Integram este arquivo: Música Sacra, Música erudita, Música popular, Música tradicional, Música religiosa, de compositores locais e exteriores, possuindo ainda diversas partituras autógrafas.

## Maestros e Presidentes
| Nº | Nome                          | Imagem | Período                      | Presidente                                                                                           | Observações |
| 1  | Cel. Joaquim Propício de Pina |        | 1893/1943 49–50 anos         | | |
| 2  | Luiz de Aquino Alves          |        | 1943/1960 16–17 anos         | | Luiz de Aquino não esteve a frente da regência do Coro e Orquestra Nossa Senhora do Rosário                                               |
| 3  | Sebastião Pompeu de Pina      |        | 1960/1962 1–2 anos           | Pompeu Christovam de Pina                                                                            | Com a morte de Propício em 1943, Sebastião Pompeu de Pina assumiu o Coro e Orquestra Nossa Senhora do Rosário até sua morte em 1970       |
| 4  | Vasco da Gama Siqueira        |        | 1964/1968 3–4 anos           | Pompeu Christovam de Pina                                                                            | Reconhecimento como de utilidade pública pela Lei estadual nº 6.634, de 28 de junho de 1967                                               |
| 5  | José Joaquim do Nascimento    |        | 1968/1986 17–18 anos         | Pompeu Christovam de Pina                                                                            | Reconhecimento como de utilidade pública pela Lei Municipal nº 12/71 de 03 de setembro de 1971                                            |
| 6  | Mamede Silvério de Melo       |        | 1986/1991 4–5 anos           | Pompeu Christovam de Pina                                                                            | |
| 7  | Alexandre Luiz Pompêo de Pina |        | 1991/2010 19–20 anos         | Pompeu Christovam de Pina                                                                            | Em 2010, a Festa do Divino foi registrada como Patrimônio Cultural pelo IPHAN, sendo a Banda, um dos folguedos que levou a este registro. |
| 8  | Aurélio Afonso da Silva       |        | Desde 2010 15 anos e 52 dias | Com o falecimento de Pompeu Christovam de Pina em 2014, assumiu a presidência Eudes de Pina Forzani. | |